# Die Schöne Welt
Die Schöne Welt war ein Kundenmagazin der  Deutschen Bundesbahn, es erschien von 1957 bis 1990. Nachfolger war Intercity, ab 1995 ZUG. Für Menschen unterwegs und seit 1999 mobil.

## Herausgeber
Das Magazin wurde federführend vom Werbeamt der Deutschen Bundesbahn herausgegeben, wozu außerdem die DSG gehörte. Hinzu kamen die Reiseveranstalter Touropa und Scharnow-Reisen, welche später die Touristik Union International bildeten. Auch Ameropa und das Deutsche Reisebüro zählten zu diesem Kreis. Die Zeitschrift wurde im Auftrag der Herausgeber redaktionell und technisch vom Süddeutschen Verlag in München produziert.

## Umfang
Anfangs erschien das Reisemagazin achtmal im Jahr, ab 1968 monatlich. Damals belief sich sein Umfang auf 36 Seiten, aus denen in den 1980er Jahren aufgrund des immer weiter steigenden Anzeigenumfangs bis zu 92 Seiten wurden. Jedes Heft war reich bebildert, die Fotos stammten zum überwiegenden Teil von den Autoren selbst. Die Auflage belief sich auf 200.000 Exemplare, die größtenteils in den Abteilen der Züge ausgehängt wurden. Tausende von Lesern hatten die Kundenzeitschrift jedoch abonniert, denn zu diesem Zeitpunkt gab es in Deutschland keine andere so weit verbreitete Zeitschrift, welche derart umfassend über viele Reiseziele berichtete. Die Länder aus den Reportagen waren alle Teil des europäischen Bahnnetzes, Reiseberichte sollten das Fernweh im Wirtschaftswunderland fördern und zur Nutzung der Züge animieren.

## Titel
Die Zeitschrift veränderte zweimal ihren Titel. Ursprünglich hieß sie Durch die Schöne Welt, ab April 1968 Schöne Welt, ab November 1980 DIE SCHÖNE WELT. Im gesamten Zeitraum gab es zwei Chefredakteure, ab Juni 1957 Wolfgang Thomas, von April 1968 bis Juni 1990 Heinz Hartmann.